# قورلو
قورلو یک روستا در ایران است که در بخش ارشق شهرستان مشگین‌شهر در استان اردبیل واقع شده‌است.

## جمعیت
این روستا در دهستان ارشق مرکزی قرار دارد و براساس سرشماری مرکز آمار ایران در سال ۱۳۸۵، جمعیت آن ۶۴ نفر (۱۵ خانوار) بوده‌است.